# Syndrome de Sissi
Le syndrome de Sissi, ou en allemand : ‘Sissi-Syndrom’, est une forme discutable de syndrome dépressif, et, selon le journaliste Jörg Blech, une invention de toutes pièces de l'industrie pharmaceutique.

## Nosographie théorique
Le syndrome de Sissi rassemblerait, dans une forme de syndrome dépressif, agitation, nervosité, hyperactivité physique, sautes d'humeur, jeûne, culte exagéré du corps, problèmes d'estime de soi et de nombreuses tentatives d'auto-traitement. L'ensemble de ces signes, bien que difficiles à détecter, seraient identifiables chez un tiers des femmes dépressives.
Il doit son nom à Sissi, impératrice d'Autriche, qui aurait été atteinte par cette forme de dépression.

## Controverse
Selon le journaliste Jörg Blech, reprenant les études de spécialistes allemands, ce syndrome serait une invention de toutes pièces de l'industrie pharmaceutique.
« Le syndrome de Sissi fit ainsi sa première apparition en 1998 : dans une annonce partiale du laboratoire SmithKline-Beecham (devenu entre-temps Glaxo-SmithKline). Les individus touchés y étaient décrits comme dépressifs, leur état pouvant donc nécessiter un traitement par psychotropes. [...] Mais en mai 2003, des médecins de la clinique universitaire de Münster démontrèrent que ce prétendu problème de santé publique était une invention de l'industrie. Leur analyse de sources spécialisées a en effet montré que le tableau clinique ne pouvait être justifié scientifiquement. La présence médiatique du syndrome de Sissi, notamment dans un essai consacré à ce sujet comme par un fait exprès, serait bien plutôt due à l'action de Wedopress, une agence de relations publiques installée à Oberursel et sous contrat avec Glaxo-SmithKline. »
Ce syndrome n'est finalement pas retenu dans la nosologie contemporaine.